# معدن کاری سنگ معدن در غرب استرالیا
استخراج سنگ آهن در استرالیای غربی، در سال مالی ۱۷–۲۰۱۶، ۵۴ درصد از کل ارزش تولید منابع این ایالت را به خود اختصاص داده و ارزش آن ۷/۶۱ میلیارد دلار است. ارزش کلی صنعت معدنی و نفت در غرب استرالیا ۱۱۴٫۹ میلیارد دلار در سال ۱۸–۲۰۱۷بود که نسبت به سال مالی قبلی ۹٫۵ درصد افزایش داشته‌است.
میزان تولید سنگ آهن استرالیا غربی برای سالهای ۱۸–۲۰۱۷، ۸۲۶ میلیون تن بوده‌است که نسبت به سالهای ۱۷–۲۰۱۶، ۸٫۵ درصد افزایش داشته‌است. بخش عمده سنگ معدن استرالیا غربی به چین رفت که ۸۲٪ از تولید سال ۲۰۱۷ را وارد کرد و پس از آن ژاپن با ۹٪ و کره جنوبی با ۶٪. این کشور بیشترین ذخایر سنگ آهن در جهان را با ۲۹ درصد سنگ آهن جهان در اختیار دارد و پس از آن برزیل با ۱۹ درصد، روسیه با ۱۵ درصد و چین با ۱۲ درصد قرار دارند.
در سال ۱۸–۲۰۱۷ دولت استرالیا غربی ۴٬۴۸ میلیارد دلار حق امتیاز از صنعت معدن سنگ آهن در ایالت دریافت کرد.

## تاریخچه
در حالی که رسوبات سنگ آهنی Pilbara شناخته شده بودند، مانند کوه Whaleback که در سال ۱۹۵۷ توسط استن هیلدیچ کشف شد، تا سال ۱۹۶۰ نگذشته بود که دولت استرالیا تحریم صادرات سنگ آهن را که به دلیل نگرانی از مواد معدنی در نظر گرفته بود، برداشته است. از نظر کمبود، این کار با جدیت شروع شد.تا اواسط دهه ۱۹۶۰، تولید سنگ آهن در استرالیا غربی و به‌طور کلی استرالیا ناچیز بود، در محدوده کمتر از ۱۰ میلیون تن در سال. در اواسط دهه ۱۹۷۰، این رقم به ۱۰۰ میلیون تن رسیده بود که بیشتر آنها از استرالیا غربی بود. تولید در دهه ۱۹۸۰ اندکی کاهش یافت اما در دهه ۱۹۹۰ بهبود پیدا کرد و تا سال ۱۹۹۷ به ۱۵۰ میلیون تن برای کشور و تا سال ۲۰۰۳ به ۲۰۰ میلیون تن رسید.
اولین معدن در Pilbara، معدن Goldsworth، در سال ۱۹۶۵ توسط Mount Goldsworthy Mining Associates ساخته شد، شرکت‌های تجاری Goldfields Goldfields (Aust) Pty Ltd، شرکت معادن قبرس از لس آنجلس و شرکت ساخت و معدن یوتا سانفرانسیسکو سرمایه‌گذاری مشترک برای این معدن کردند. همچنین یک خط ریلی خصوصی، راه‌آهن گلدساوورث و همچنین امکانات بندری در جزیره فینوکان، بندر هیدلند نیز ساخته شد. در تاریخ ۱ ژوئن ۱۹۶۶، اولین محموله سنگ آهن از Pilbara از سمت Harvey S. Mudd سوار شد.
عملیات BHP در نیومن به سال ۱۹۶۸ برمی گردد، هنگامی که معدن Mount Whaleback افتتاح شد، بزرگترین معدن سنگ آهنی گشودنی در جهان است. یک شهر جدید به نام Mount Newman ساخته شد، همچنین یک خط ریلی ۴۲۶ کیلومتری، راه‌آهن Mount Newman ساخته شده‌است. اولین قطار در اول ژانویه سال ۱۹۶۹ مونت نیومن را ترک کرد و اولین محموله سنگ معدن نیومن در اول آوریل ۱۹۶۹ از سمت بندر اوسومی مارو در سمت چپ بندر حرکت کرد. نیومن تا سال ۱۹۸۱ یک شرکت با شرکت «بسته» ماند.
عملیات سنگ آهن ریو تینتو در Pilbara در سال ۱۹۶۶ آغاز،و با معدن Mount Tom Price در آن سال افتتاح، و اولین معدن این شرکت در پیلبره افتتاح شد.

## بررسی اجمالی

### اکتشاف

هزینه‌های سه‌ماهه (میلیون دلار) از اکتشاف سنگ آهن در استرالیا غربی از سال ۱۹۸۸

در سال ۰۹–۲۰۰۸، هزینه‌های اکتشاف سنگ آهن در استرالیا غربی ۳۳ درصد نسبت به سال مالی قبل، ۰۸–۲۰۰۷ افزایش یافته‌است. هزینه ۵۶۰ میلیون دلاری برای اکتشاف سنگ آهن ۴۵ درصد کل هزینه‌های اکتشاف مواد معدنی در ایالت را تشکیل می‌داد.

### تولید
بخش عمده ای از تولید سنگ آهن در استرالیا غربی از منطقه Pilbara حاصل می‌شود. اما تعدادی از معادن در مناطق میانه غربی و کیمبرلی و همچنین در Wheatbelt نیز واقع شده‌اند.
دو تولیدکننده بزرگ Rio Tinto و BHP Billiton،۹۰ درصد از کل تولید سنگ آهن در ایالت را در سال ۰۹–۲۰۰۸ تشکیل می‌دادند که سومین تولیدکننده بزرگ گروه فلزات Fortescue است.
Rio Tinto دوازده معدن سنگ آهن در استرالیا غربی، BHP Billiton هفت معدن، Fortescue دو معدن فعالیت می‌کند، همه اینها در منطقه Pilbara واقع شده‌اند.

### راه‌آهن‌ها

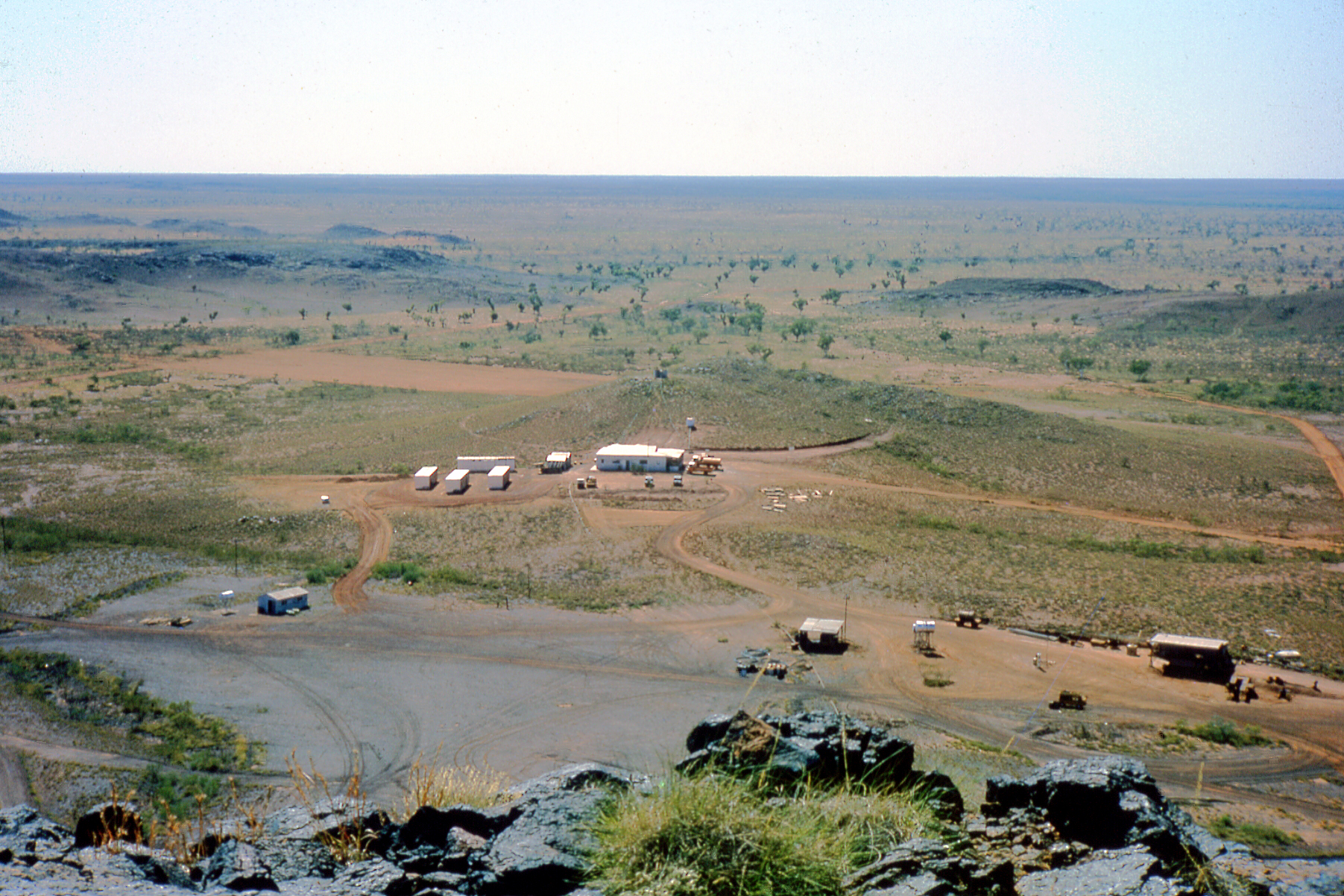
اردوگاه اکتشافی اولیه در کوه گلدزوروث در سال ۱۹۶۴.

سه تولیدکننده بزرگ سنگ آهن برای انتقال سنگ از معادن خود به بنادر ساحل مشغول به کار هستند.
BHP Billiton راه‌آهن گلدساوورس و راه‌آهن مونت نیومن را اداره می‌کند، که هر دو در بندر هیدلند پایان یافته‌اند. ریو تینتو راه‌آهن رودخانه Hamersley & Robe را که در سال ۲۰۰۱ در ادغام راه‌آهن‌های Hamersley و Robe River تشکیل شده‌است، اداره می‌کند. دو خط در کیپ لامبرت و دامپایر خاتمه می‌یابد. راه‌آهن FMG Fortescue، تازه‌وارد، در سال ۲۰۰۸ شروع به کار کرد. این خط در بندر هیدلند خاتمه می‌یابد. قبل از تصمیم‌گیری برای ساخت خط خود، شورای رقابت ملی استرالیا در ۱۵ ژوئن ۲۰۰۴ درخواستی را از FMG دریافت کرد که از بخشی از راه‌آهن Mount Newman و همچنین بخشی از راه‌آهن گلدستوی استفاده کند. در ژوئن سال ۲۰۱۰، دادگاه رقابت استرالیا این حکم را صادر کرد که اجازه خواهد داد FMG به خط ریو تینتو ریو و خط طلایی BHP بیلیتون، اما نه به خطوط شلوغ همرزلی و مونت نیومن دسترسی یابد. خزانه دار وین سوان گفت که از مزایای بسیاری می‌توان از دسترسی اشخاص ثالث به خطوط ریلی استفاده کرد. این باعث افزایش رقابت، کاهش مضاعف زیرساخت‌ها و کاهش آسیب‌های زیست‌محیطی می‌شود. Atlas Iron، یکی دیگر از معادن سنگ آهنی جوان، BHPامیدوار است که در آینده با BHP Billiton در رابطه با استفاده از برخی زیرساخت‌های ریلی این شرکت، راه‌آهن گلدستاووردی سازگار شود. در اواخر سال ۲۰۱۰، با یک مطالعه امکان‌سنجی مشترک در مورد چگونگی عملکرد این توافق موافقت کرده بود.
دسترسی به شبکه‌های ریلی توسط اشخاص ثالث توسط قانون توافق‌نامه‌های دولتی اداره می‌شود.

معادن سنگ آهن در منطقه Pilbara

#### منطقه Westrail
سایر معادن با استفاده از راه‌آهن متعلق به دولت به بندر وصل می‌شوند. مثال‌های آن عبارتند از Windarling Range و Koolyanobbing - از Koolyanobbing تا بندر Esperance. Koolanooka و Mungada با استفاده از یک خط ۶۰ کیلومتری به شبکه ایالتی در موراوا متصل می‌شوند.

### بنادر
در Pilbara، سنگ آهن از بندر Hedland , Dampier و کیپ لمبرت حمل می‌شود. دو بندر دوم به‌طور انحصاری توسط Rio Tinto مورد استفاده قرار می‌گیرد، در حالی که Port Hedland توسط BHP , FMG و Atlas Iron استفاده می‌شود. امکانات بندر هیدلند شامل نلسون پوینت و جزیره فینوچان، هر دو BHP، و بندر Herb Elliott است که توسط FMG استفاده می‌شود. در دامپیر، سنگ معدن از پارکر پوینت و جزیره شرقی رابط حمل می‌شود. معادن غیر Pilbara سنگ معدن خود را از بندرهای دیگر، مانند Windarling Range، که از بندر Esperance حمل می‌شود،یا معادن جک هیلز، کولانوکا، مونگادا و مات گیبسون را حمل می‌کنند که از جرالدتون ارسال می‌شوند.

### پروژه‌ها
BHP Billiton در حال حاضر ۱٬۸۵ میلیارد دلار برای پروژه سریع رشد ۴ خود صرف می‌کند، با هدف افزایش تولید سالانه سنگ آهن به ۱۵۵ میلیون تن. برای دستیابی به این هدف، ارتقا به معادن و امکانات بندری ضروری است. این پروژه تا سال ۲۰۱۰ به اتمام رسیده‌است. در ادامه، پروژه سریع رشد ۵، با بودجه ۴/۸ میلیارد دلاری، سالانه ۵۰ میلیون تن افزایش بیشتر تولید را هدف قرار می‌دهد. علاوه بر این به روزرسانی‌ها در معادن و بنادر، این شامل خط‌کشی خطوط ریلی موجود نیز خواهد بود و در اواخر سال ۲۰۱۱ برنامه‌ریزی شده‌است. معدن جیمبلبر بخشی از پروژه گسترده دیگری است که در سال ۲۰۱۰ راه اندازی شد و هدف آن افزایش تولید از معادن Pilbara به ۲۴۰ میلیون تن سنگ آهن سالانه تا سال ۲۰۱۳ است. تخمین زده می‌شود که کار روی تکثیر مسیرهای ریلی ۲٫۱۵ میلیارد دلار هزینه داشته باشد. این پروژه با عنوان پروژه رشد سریع ۶ نامگذاری شده‌است.

مکانهای مهم معدن سنگ آهن در استرالیا غربی به عنوان مرجع

ریو تینتو هدف خود را برای گسترش معدن Hope Downs اعلام کرد و با هزینه ۱٫۷۸ میلیارد دلار برای پروژه جدید Hope Downs 4 خود، که قرار است سال ۲۰۱۳، ۱۵ میلیون تن سنگ آهن سالانه تولید کند، انجام داد. ریو ساخت پروژه جدید Western Turner Syncline را آغاز کرده‌است. ریو تینتو در اوایل دسامبر ۲۰۱۰ مبلغ ۱٫۲۴ میلیارد دلار دیگر نیز برای گسترش معدن Brockman 4 به ۴۰ میلیون تن در سال به جای ۲۲، و همچنین توسعه پروژه Western Turner Syncline خود اختصاص داده و تولید برنامه‌ریزی شده را از ۶ تا ۱۵ میلیون تن افزایش داده‌است، با هدف افزایش تولید Pilbara تا اواخر سال ۲۰۱۳ به ۲۸۳ میلیون تن در سال در سال. این گسترش باعث می‌شود Brockman 4 ریو تینتو بزرگترین معدن در Pilbara باشد. این شرکت همچنین ساخت و سازهای بیشتری را در بندر کیپ لامبرت آغاز کرده‌است که قرار است تا سال ۲۰۱۲ توسعه بیشتری داشته باشد. این پروژه جدید قرار است ۲۷۶ میلیون دلار هزینه داشته باشد. این توسعه بخشی از برنامه افزایش تولید سالانه ریو از Pilbara از ۲۲۰ به ۳۳۰ میلیون تن در سال تا سال ۲۰۱۶ است. برای رسیدن به این هدف، ظرفیت بندر کیپ لامبرت گسترش خواهد یافت تا بتواند ۱۰۰ میلیون تن سالانه اضافی را کنترل کند.
برنامه‌های گروه Fortescue Metals برای افزایش تولید از ۳۹ میلیون تن به ۵۵ میلیون تن از طریق ارتقاء ۲۲۰ میلیون دلار آمریکا از معدن Cloud Break در اکتبر ۲۰۰۹ به دلیل مشکلات مالی از طریق سرمایه گذاران چینی خود رها شدند. در عوض، Fortescue تصمیم گرفت با ساختن یک معدن و کارخانه فرآوری در آنجا و اتصال آن به شبکه ریلی موجود خود، معدن کریسمس Creek خود را با هزینه ۳۶۰ میلیون دلار توسعه دهد. Christmas Christmas Creek قرار است در اولین سال بهره‌برداری خود ۱۶ میلیون تن سنگ آهن تولید کند. Fortescue قصد دارد تا سال ۲۰۱۲ به ۹۵ میلیون تن سنگ آهن در سال ۲۰۱۲ برسد، که از ۱۲۰ میلیون هدف قبلی کاهش یافته‌است.
در کیپ پرستون، استخراج معادن اقیانوس آرام CITIC، از سال ۲۰۱۰، در حال ساخت ۲۷٫۶ میلیون تن در سال معدن سنگ آهن مگنتیت در سال است که با نام پروژه Sino Iron نامگذاری شده‌است.

### صادرات
چین، در سال ۰۹–۲۰۰۸، وارد کننده اصلی سنگ معدن استرالیا غربی بود که ۶۴ درصد یا ۲۱ میلیارد دلار ارزش آن را به خود اختصاص داده‌است. ژاپن دومین بازار مهم با ۲۱ درصد و پس از آن کره جنوبی با ۱۰ درصد و تایوان با ۳ درصد بودند. در مقایسه با این کشور، اروپا بازار کوچکی برای سنگ معدن از این کشور است که تنها یک درصد از کل تولید را در سال ۰۹–۲۰۰۸ بدست آورده‌است.

## نقد
رونق سنگ معدن آهن در غرب استرالیا که از اوایل دهه ۲۰۰۰ تجربه شده‌است، به‌طور انحصاری مثبت تلقی نشده‌است. جوامع منطقه Pilbara هجوم زیادی از کارگران را دیده‌اند که شاهد افزایش قیمت زمین بوده و با کمبود مسکن، گردشگری را تحت تأثیر منفی قرار داده‌است.

### بومیان استرالیا
فرهنگ بومی منطقه استرالیا در این منطقه عمیقاً با زمین و آب در ارتباط است و فعالیت‌های معدن محیط بیابانی شکننده Pilbara را تهدید می‌کند. افراد محلی در Pilbara اظهار داشتند که ثروت حاصل از صنعت معدن محلی در حال گذر از آنهاست و آنها را پشت سر می‌گذارند.
شرکتهای معدنی در استرالیا از سال ۱۹۹۲ نگرش خود را نسبت به جمعیت محلی بومی تغییر داده‌اند. در سال ۱۹۹۲، دولت استرالیا به رسمیت شناختن حقوق زمینی استرالیایی‌های بومی، و فرصتی را برای دومی گشود تا در مذاکره با شرکت‌های معدنی برای تحت فشار قرار دادن جبران خسارت و کمک به حفظ آثار هنری فرهنگی شرکت کنند. با این حال، برخی از بومیان با توجه به سودهای عظیم حاصل از معدن، احساس تغییر کوتاهی می‌کنند، و همچنین مزایای مالی و فرصت‌های اشتغال را جبران ناکافی تخریب‌های ناشی از زیستگاه خود می‌دانند.
شرکتهای معدنی بومی قادر به عقد قرارداد با شرکتهای بزرگ بین‌المللی معدن بودند. در سال ۲۰۰۷، BHP Billiton یک قرارداد ۳۰۰ میلیون دلاری با شرکت Ngarda Civil and Mining (یک شرکت متعلق به بومی، برای مدیریت معدن Yarrie، بزرگترین قرارداد معدنکاری که تاکنون به یک شرکت Aboriginal اعطا شده بود) اعطا کرد. به عنوان بخشی از قرارداد پنج ساله، BHP Billiton در نظر داشت تعداد کارگران بومی در این معدن را به ۷۰ نفر برساند، از مجموع ۹۰ کارگر. مدیرعامل نگاردا، برایان تیلور، این قرارداد را یک اقدام مثبت تلقی کرد و مردم بومی منطقه را از رفاه دولت و به کار دائمی دور کرد. استرالیا غربی، در سال ۲۰۰۷، از نرخ بیکاری ۱۴ درصد در ایالت رنج می‌برد، در حالی که در کل ۳٫۳ درصد برای جمعیت عمومی بود. از ۱۲۰۰۰ نفر شاغل در BHP Billiton در عملیات Pilbara در سال ۲۰۱۰، ۷۰۰ نفر بومی بودند. ریو تینتو همچنین، از سال ۲۰۱۰، ۷۰۰ کارگر بومی را در عملیات Pilbara خود استخدام کرده‌است، که شامل ۶ درصد از نیروی کار کلی آن است. FMG تحت رهبری اندرو فارست در حال اجرای یک برنامه ملی است که هدف آن یافتن ۵۰٬۰۰۰ شغل برای کارگران بومی در استرالیا است. شرکتهایی مانند BHP Billiton , FMG و Rio Tinto برنامه‌هایی را با هدف افزایش تعداد کارمندان بومی در فعالیت‌های خود دارند. استرالیا بومی در استرالیا غربی در سال ۲۰۰۱، ۳٫۱ درصد از جمعیت را تشکیل می‌داد.
با این حال کمپانی‌ها فاقد درک در مورد فرهنگ بومی هستند، و این امر نیاز به مردان جوان دارد تا شش هفته به شکار و یادگیری در مورد فرهنگ خود به بوته اعزام شوند. شرکتها غالباً مایل نیستند که این بار مرخصی به کارمندان بومی خود بدهند تا بتوانند این سنتهای مهم را انجام دهند.

### ایمنی
مقاله اصلی: آمار تلفات در صنعت معدن استرالیا غربی
در یک دهه گذشته، از سال ۲۰۰۱ تا ۲۰۱۰، ۴۲ کارمند در صنعت معدن این ایالت جان خود را از دست داده‌اند. از بین این تعداد، سنگ آهن و طلا خطرناک‌ترین بوده و هرکدام ۱۴ کشته داشته‌اند. از ۴۲ تلفات، ۲۹ نفر در سطح و ۱۳ مورد در معادن زیرزمینی رخ داده‌است. سنگ آهن آخرین سال در سال ۲۰۰۶ عاری از مرگ و میر داشت.
از اواخر دهه ۱۹۶۰، هنگامی که وزارت معادن شروع به طبقه‌بندی تلفات براساس کالاها کرد، تا سال ۲۰۱۰، ۸۶ تلفات ناشی از کار در صنعت معدن سنگ آهن در استرالیا غربی رخ داده‌است.